# Station Jombang
Jombang is een spoorwegstation in de Indonesische provincie Oost-Java.

## Bestemmingen
- Argo Wilis: naar Station Surabaya Gubeng en Station Bandung
- Bima: naar Station Surabaya Gubeng en Station Jakarta Kota
- Bangunkarta: naar Station Pasar Senen
- Sancaka: naar Station Surabaya Gubeng en Station Yogyakarta
- Mutiara Selatan: naar Station Surabaya Gubeng en Station Bandung
- Gaya Baru Malam Selatan: naar Station Surabaya Gubeng en Station Jakarta Kota
- Logawa: naar Station Jember, Station Purwokerto en Station Cilacap
- Pasundan: naar Station Surabaya Gubeng en Station Bandung
- Sri Tanjung: naar Station Banyuwangi Baru en Station Lempuyangan
- Rapih Dhoho: naar Station Surabaya Gubeng en Station Blitar